# Chaetosisyrops montanus
Chaetosisyrops montanus là một loài ruồi trong họ Tachinidae.